# 카고트럭
카고트럭이란 일반적인 화물차를 모두 포괄하는 뜻이지만 화물 업계에선 탑차와는 달리 무개 화물칸을 갖추고 있는 화물차를 의미한다. 자동차회사들에서 트럭을 생산할 때에 가장 일반적인 트럭으로 생산되며 일부는 탑차나 특장차 등으로도 개조가 된다.

## 특징
일반적인 화물차에 가장 의미가 부합하는 화물차로 보통 화물차들은 무개 화물칸을 갖추고 출고가 된다. 화물 업계에서 가장 많이 사용하는 화물차이고 이외에 풀카고라는 것이 나오기도 한다. 단 풀카고는 트레일러의 면허인 1종특수 운전면허를 취득해야 운전이 가능하다. 화물칸의 윗칸이 비어있어 화물의 크기와 높이에 크게 구애을 받지 않는 장점이 있지만 반면에 날씨의 영향을 많이 받으며 비가 오는 우천후의 날씨에선 반드시 방수포를 덮고 그 다음에 화물의 결박을 확실하게 해줘야 하는 단점도 있다. 1톤 이하의 소형 화물차는 웬만한 지하주차장은 출입이 가능하지만 이것도 적재 화물이 없을 때나 적재 화물이 캡보다 낮은 경우에만 해당 된다.

## 같이 보기
- 트럭

- 상용차

- 특장차